# Boys Don't Cry (album av Rumer)
Boys Don't Cry är det andra studioalbumet av den persisk-brittiska sångerskan Rumer. Albumet släpptes av Atlantic Records den 28 maj 2012.

## Låtlista
| Nr           | Titel                                  | Kompositör                    | Längd |
| ------------ | -------------------------------------- | ----------------------------- | ----- |
| 1.           | P.F. Sloan                             | Jimmy Webb                    | 4:10  |
| 2.           | It Could be the First Day              | Richie Havens                 | 2:27  |
| 3.           | Be Nice to Me                          | Todd Rundgren                 | 3:27  |
| 4.           | Travelin' Boy                          | Paul Williams / Roger Nichols | 3:20  |
| 5.           | Soulsville                             | Isaac Hayes                   | 3:46  |
| 6.           | The Same Old Tears On A New Background | Stephen Bishop                | 2:50  |
| 7.           | Sara Smile                             | Hall & Oates                  | 3:33  |
| 8.           | Flyin' Shoes                           | Townes Van Zandt              | 4:04  |
| 9.           | Home Thoughts From Abroad              | Clifford T. Ward              | 3:27  |
| 10.          | Just For a Moment                      | Ronnie Lane                   | 2:39  |
| 11.          | Brave Awakening                        | Terry Reid                    | 4:10  |
| 12.          | We Will                                | Gilbert O'Sullivan            | 4:00  |
| Total längd: | Total längd:                           | Total längd:                  | 41:53 |

| 13.          | Andre Johray       | Tim Hardin   | 2:54  |
| 14.          | Soul Rebel         | Bob Marley   | 3:33  |
| 15.          | My Cricket         | Leon Russell | 2:50  |
| 16.          | A Man Needs a Maid | Neil Young   | 3:59  |
| Total längd: | Total längd:       | Total längd: | 13:16 |